# 형사 가제트 2
형사 가제트 2(Inspector Gadget 2)는 오스트레일리아에서 제작된 알렉스 잠 감독의 2002년 액션, 코미디, 가족 영화이다. 프렌치 스튜어트 등이 주연으로 출연하였고 피터 M. 그린 등이 제작에 참여하였다.

## 출연

### 주연
- 프렌치 스튜어트
- 일레인 헨드릭스

### 조연
- 토니 마틴
- 캐이틀린 와치스
- 마크 밋첼
- 시그리드 손튼

## 제작진
- 원조: 앤디 헤이워드
- 원조: 진 찰로핀
- 원조: 브루노 비안치
- 배역: 에이미 립펜스